# Creu Grossa (l'Espluga Calba)
La Creu Grossa és una creu de terme de l'Espluga Calba (Garrigues) inclosa a l'Inventari del Patrimoni Arquitectònic de Catalunya.

## Descripció
És una creu situada entre els pobles de l'Espluga Calba i Maldà. Sobre un pedestal hi ha dos esglaons d'on sorgeix una alta columna amb capitell a sobre del qual hi ha una senzilla creu de pedra.
Aquesta creu va ser destruïda durant la Guerra Civil i es va refer l'any 1940.